# Kyselina o-toluová
Kyselina o-toluová (také nazývána jako kyselina 2-methylbenzoová) je organická sloučenina patřící mezi aromatické karboxylové kyseliny. Je izomerem kyseliny p-toluové a m-toluové. Tuto látku poprvé popsal William Ramsay, objevitel neonu, argonu, kryptonu a xenonu a držitel Nobelovy ceny za chemii z roku 1904.